# Nicolae Bălcescu
Nicolae Bălcescu ( Pronuncia em romeno:nikoˈla.e bəlˈt͡ʃesku) (29 de junho de 1819 - 29 novembro de 1852) foi um romeno da Valáquia soldado, historiador, jornalista e líder do 1848 Wallachian Revolution .

## Biografia
Nascido em Bucareste em uma família de baixa nobreza, ele usou o nome de solteira de sua mãe, no lugar do nome de seu pai, Petrescu (sua mãe era originalmente de Bălcești, agora condado de Vâlcea, então condado de Argeș ). Seus irmãos eram Costache, Barbu, Sevasta e Marghioala, e seu pai morreu em 1824.
Quando menino, Bălcescu estudou no Saint Sava College (desde 1832) e foi um apaixonado estudante de história. Aos 19 anos, juntou-se ao Exército da Valáquia e, em 1840, participou, ao lado de Eftimie Murgu e Cezar Bolliac, na conspiração de Mitică Filipescu contra o príncipe Alexandru II Ghica . A trama foi descoberta, e Bălcescu foi preso no Mosteiro Mărgineni, onde permaneceu pelos dois anos seguintes. As duras condições de prisão deixaram marcas irreversíveis na saúde de Bălcescu.
Após sua libertação (após ter sido concedido um perdão pelo novo príncipe, Gheorghe Bibescu ), ele participou da formação de uma sociedade secreta criada a partir da Maçonaria     e nomeou Frăția ("A Fraternidade"), que ele liderou junto com Ion Ghica e Christian Tell (juntou-se logo depois por Gheorghe Magheru ) na resistência contra o Príncipe Bibescu.

## Magazin istoric pentru Daciae outras obras iniciais

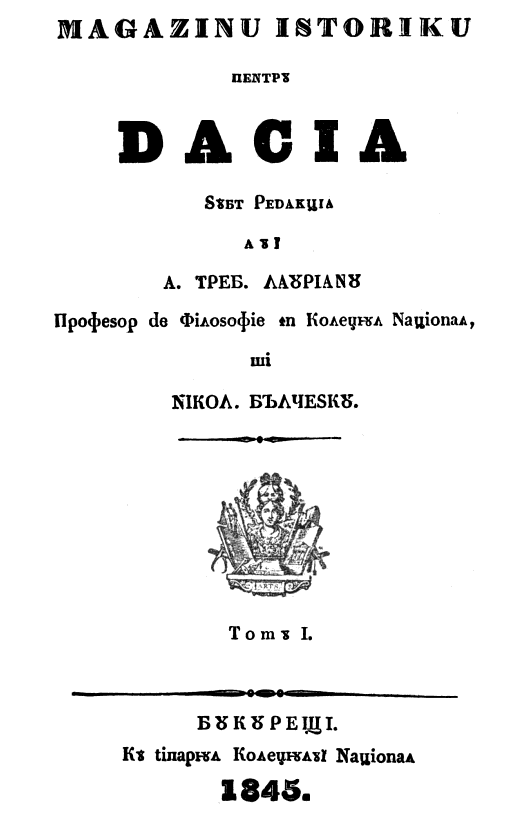
Primeira página de Magazin istoric pentru Dacia, Volume I, 1845

Para aprofundar seus estudos de história, Bălcescu foi para a França e Itália, e foi, junto com August Treboniu Laurian, o editor de uma revista intitulada Magazin istoric pentru Dacia, que foi publicada pela primeira vez em 1844; aquele ano também marcou a publicação (em uma revista diferente) de seu ensaio histórico Puterea armată și arta militară de la întemeierea Prințipatului Valahiei și până acum ("A Força Militar e Arte da Guerra desde a Criação do Principado Wallachian até Hoje ", que defendia um exército forte como garantia de autodeterminação ).
Enquanto em Paris (1846), ele se tornou líder dos nacionalistas românticos e do grupo liberal-radical Societatea studenților români (a Sociedade de Estudantes Romenos), que reuniu Wallachians e Moldavians — também incluiu Ion Brătianu, Alexandru C. Golescu, Ion Ionescu de la Brad, CA Rosetti e Mihail Kogălniceanu .
Magazin istoric passou a publicar a primeira coleção de fontes internas sobre a história da Valáquia e da Moldávia - crônicas medievais que foram publicadas posteriormente como um único volume. Uma de suas contribuições para a revista o destaca como um liberal radical: Despre starea socială a muncitorilor plugari în Principatele Române în deosebite timpuri ("Sobre o status social dos lavradores dos principados romenos em vários momentos") defende uma reforma agrária, com o objetivo de destituir os boiardos de grandes lotes de terra (que por sua vez seriam concedidos aos camponeses sem-terra); foi usado como referência por Karl Marx em sua análise sucinta dos eventos, um fato que ganharia credenciais de Bălcescu na Romênia comunista .

## Revolução Wallachian
Em 1848, depois de participar do levante na França, Bălcescu voltou a Bucareste para participar da revolução de 11 de junho. Ele foi, por apenas dois dias, Ministro e Secretário de Estado do governo provisório instituído pelos revolucionários. Sua defesa do sufrágio universal e da reforma agrária não foi compartilhada por muitos revolucionários, e seu grupo entrou em conflito com as figuras tradicionais de autoridade - o Metropolitano Ortodoxo  ro , embora chefe do governo revolucionário, se opôs às reformas e, finalmente, conspirou contra a própria Revolução.
Bălcescu foi preso em 13 de setembro daquele ano pelas autoridades do Império Otomano que haviam posto fim à Revolução; sua relação com os otomanos foi complicada pelo fato de que a oposição estrita dos radicais à Rússia imperial os tornara confiáveis para a porta - os otomanos mais tarde permitiram que todos os participantes dos eventos se refugiassem em Istambul, evitando assim o contato com as tropas russas enviado para ajudar a presença otomana. Bălcescu inicialmente foi para a Transilvânia, mas foi expulso pelas autoridades dos Habsburgos, que o consideraram uma ameaça e um agitador do sentimento romeno naquela região.

## Em Istambul e Transilvânia
No início de 1849, Bălcescu estava em Istambul quando os exércitos revolucionários húngaros comandados por Józef Bem montaram uma ofensiva bem-sucedida contra as forças dos Habsburgos e seus aliados romenos da Transilvânia. O governo húngaro de Lajos Kossuth então entrou em uma guerra debilitante com a força guerrilheira romena de Avram Iancu, e os ex-membros do governo da Wallachia foram abordados pelos revolucionários poloneses no exílio, como Henryk Dembiński, para mediar a paz entre os dois lados (na esperança de que isso fosse para garantir uma resistência mais forte à Rússia, e contando com o ressentimento da Valáquia em relação ao governo de São Petersburgo ).
Bălcescu partiu para Debrecen em maio e se encontrou com Kossuth para registrar a oferta deste último a Iancu. A historiografia de inspiração marxista celebrou isso como um acordo; na verdade, os papéis de Bălcescu revelam que ele via a oferta de paz como insatisfatória para os romenos e que Avram Iancu a rejeitou totalmente (embora concordasse com um armistício temporário). A oferta final da liderança de Budapeste a Bălcescu e Iancu exigia que os romenos se retirassem da Transilvânia, pois a região estava se transformando em um campo de batalha entre a Rússia e os húngaros. Quando este último conflito chegou ao fim, os romenos na Transilvânia, embora nunca tenham dado boas-vindas à presença russa, entregaram suas armas aos Habsburgos reintegrados (a lealdade de Iancu à dinastia tinha sido o assunto de uma disputa paralela entre ele e os Wallachians) .

## Anos finais

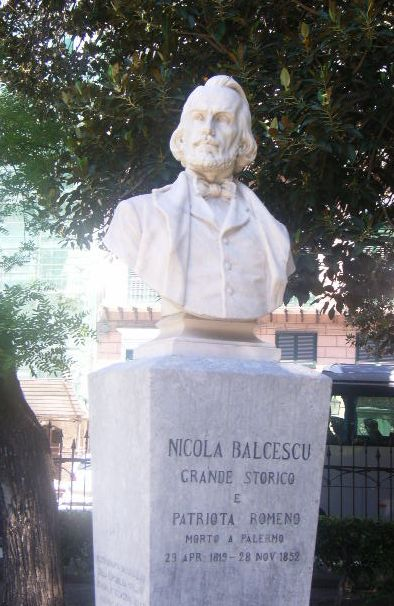
Busto de Bălcescu em Palermo

O trabalho mais importante de Bălcescu é Românii supt Mihai-Voievod Viteazul ("Romenos sob o governo de Miguel, o Bravo "), que ele escreveu no exílio em 1849 - publicado pela primeira vez postumamente por Alexandru Odobescu em 1860. O volume é a história das campanhas de Michael, como o primeiro momento em que a Valáquia, a Transilvânia e a Moldávia ficaram sob um único, embora breve governo. Eles mostram o compromisso de Bălcescu tanto com o radicalismo quanto com o nacionalismo, sua visão oscilando entre elogios aos gestos de Michael e críticas de sua posição como defensor da servidão e do privilégio .
Seus últimos anos testemunharam uma intensa atividade editorial, incluindo seu estudo, escrito em francês, Question économique des Principautés Danubiennes  , bem como uma colaboração com Adam Mickiewicz em La Tribune des Peuples . Atingido pela tuberculose, empobrecido e em constante movimento entre vários locais da França e da Península Itálica, ele morreu em Palermo (nas Duas Sicílias ) aos 33 anos de idade. Bălcescu nunca se casou, embora ele e sua amante Alexandra Florescu tivessem um filho, Bonifaciu Florescu (1848-1899), que se tornou professor de língua e literatura francesa.

## Nacionalização de suas propriedades
No presente, suas propriedades permanecem nacionalizadas pelo governo romeno de 2011, depois de 1945, como Bălcesti Giltofani Land em Bălcești, que no presente é o Museu Nicolae Bălcescu, retirado do membro da família de Bălcescu Radu Mandrea e Aristide Razu, em 1948 por um "ato de doação" para o Governo Comunista, na Romênia, no condado de Vâlcea .
Além disso, seus restos mortais permanecem em Palermo, Itália, embora o Partido Comunista da Romênia tenha tentado trazê-los de volta à Romênia em 1970, para usá-los na propaganda comunista. Os monges capuchinhos de Palermo, no mosteiro dos capuchinhos, também conhecidos como catacumbas dos capuchinhos de Palermo, negaram à delegação comunista romena de historiadores o acesso ao túmulo.